# Autoritarizam
Autoritarnost je društveni odnos koji opisuje pretjerano poštovanje autoriteta vlasti, ali i pojedinih osoba kao neosporenih arbitara u svim značajnim pitanjima od važnosti za socijalnu organizaciju života, institucije i politiku. Iz toga proistječe trajna i radikalna nejednakost čimbenika u društvenom životu i njihova nemogućnost slobodnog iskazivanja i zadovoljavanja svojih potreba i interesa. Ideologija autoritarnosti koja može prijeći u ideologiju autoritarizma je protudemokratska, opravdava ideju sile i počiva na autoritarnom sustavu vrijednosti. Ovakav sustav vrijednosti najčešće se ostvaruje sredstvima prisile preko državnih ustanova i organa, političkih stranaka, vjerskih skupina, sustava obrazovanja ili bilo kojih drugih skupina za izvršavanje pritiska.

## Vanjske poveznice
- Not The End Of History? Democracy vs Authoritarianism Debated
- Authoritarianism 2.0
- Autocracy on the march guardian.co.uk., February 12, 2008
- The new age of authoritarianism  Arhivirana inačica izvorne stranice od 23. kolovoza 2008. (Wayback Machine) Chrystia Freeland, Financial Times, August 12, 2008